# 大浜北町
大浜北町（大浜北町）は、大阪府堺市堺区にある地名。2024年現在の行政地名は大浜北町一丁から大浜北町五丁。住居表示は実施済。

## 地理
堺区の西部に位置する。東は栄橋町・竜神橋町・住吉橋町、南東は中之町西・寺地町西、西は大浜西町に接する。南東から順に一丁から5丁がある。

### 河川
- 竪川（内川）
  - 竪川橋
- 土居川

### 港湾
- 旧堺港

### 山地
- 蘇鉄山

## 歴史

### 沿革
1959年から1 - 5丁がある。
- 1923年（大正11年）、堺市中附洲新田と南附洲新田の一部より、大浜北町成立。
- 1959年（昭和39年）、大浜海岸通と大浜通1 - 4丁・大浜南町・住吉橋通1 - 2丁の各一部を編入し、一部が住吉橋通1 - 2丁・大浜中町1 - 3丁となる[6]。
- 2006年（平成18年）、堺市が政令指定都市に移行し、行政区を設置。大浜北町は堺区の所属となる。

## 世帯数と人口
2024年（令和6年）9月30日現在の世帯数と人口は以下の通りである。
| 丁           | 世帯数    | 人口    |
| ------------ | --------- | ------- |
| 大浜北町一丁 | 206世帯   | 404人   |
| 大浜北町二丁 | 882世帯   | 1,627人 |
| 大浜北町三丁 | 545世帯   | 846人   |
| 大浜北町四丁 | -         | -       |
| 大浜北町五丁 | -         | -       |
| 計           | 1,633世帯 | 2,877人 |

### 人口の変遷
国勢調査による人口の推移。
| 1995年（平成7年）  | 3,356人 | [ 7 ]  |  |
| 2000年（平成12年） | 3,051人 | [ 8 ]  |  |
| 2005年（平成17年） | 2,789人 | [ 9 ]  |  |
| 2010年（平成22年） | 3,106人 | [ 10 ] |  |
| 2015年（平成27年） | 2,977人 | [ 11 ] |  |
| 2020年（令和2年）  | 2,962人 | [ 12 ] |  |

### 世帯数の変遷
国勢調査による世帯数の推移。
| 1995年（平成7年）  | 1,399世帯 | [ 7 ]  |  |
| 2000年（平成12年） | 1,373世帯 | [ 8 ]  |  |
| 2005年（平成17年） | 1,283世帯 | [ 9 ]  |  |
| 2010年（平成22年） | 1,459世帯 | [ 10 ] |  |
| 2015年（平成27年） | 1,427世帯 | [ 11 ] |  |
| 2020年（令和2年）  | 1,513世帯 | [ 12 ] |  |

## 学区
市立小・中学校に通う場合、学区は以下の通りとなる。
| 丁           | 番         | 小学校           | 中学校           |
| ------------ | ---------- | ---------------- | ---------------- |
| 大浜北町一丁 | 全域       | 堺市立英彰小学校 | 堺市立大浜中学校 |
| 大浜北町二丁 | 全域       | 堺市立英彰小学校 | 堺市立大浜中学校 |
| 大浜北町三丁 | 1番・2番   | 堺市立市小学校   | 堺市立月州中学校 |
| 大浜北町三丁 | 3番 - 12番 | 堺市立英彰小学校 | 堺市立大浜中学校 |
| 大浜北町四丁 | 1番・2番   | 堺市立市小学校   | 堺市立月州中学校 |
| 大浜北町四丁 | 3番 - 5番  | 堺市立英彰小学校 | 堺市立大浜中学校 |
| 大浜北町五丁 | 全域       | 堺市立市小学校   | 堺市立月州中学校 |

## 事業所
2021年（令和3年）現在の経済センサス調査による事業所数と従業員数は以下の通りである。
| 丁                | 事業所数 | 従業員数 |
| ----------------- | -------- | -------- |
| 大浜北町一丁      | 11事業所 | 378人    |
| 大浜北町二丁      | 25事業所 | 131人    |
| 大浜北町三丁      | 27事業所 | 429人    |
| 大浜北町四丁・5丁 | 2事業所  | 21人     |
| 計                | 65事業所 | 959人    |

## 交通

### 道路
- 阪神高速4号湾岸線大浜出入口
- 海岸通り（国道26号、大阪府道34号堺狭山線、大阪府道204号堺阪南線）
- 大阪府道29号大阪臨海線
- 大阪府道195号堺港線

## 施設
- 旧堺燈台
- 大浜公園
  - 堺市立大浜体育館
  - 大浜公園野球場
  - 大浜公園相撲場
  - 大浜公園プール
  - 蘇鉄山
  - 擁護璽（安政地震記念碑、堺市指定有形文化財）
- 堺大浜郵便局

## 郵便
- 郵便番号：590-0974[3]（集配局：堺郵便局[15]）。

## ギャラリー

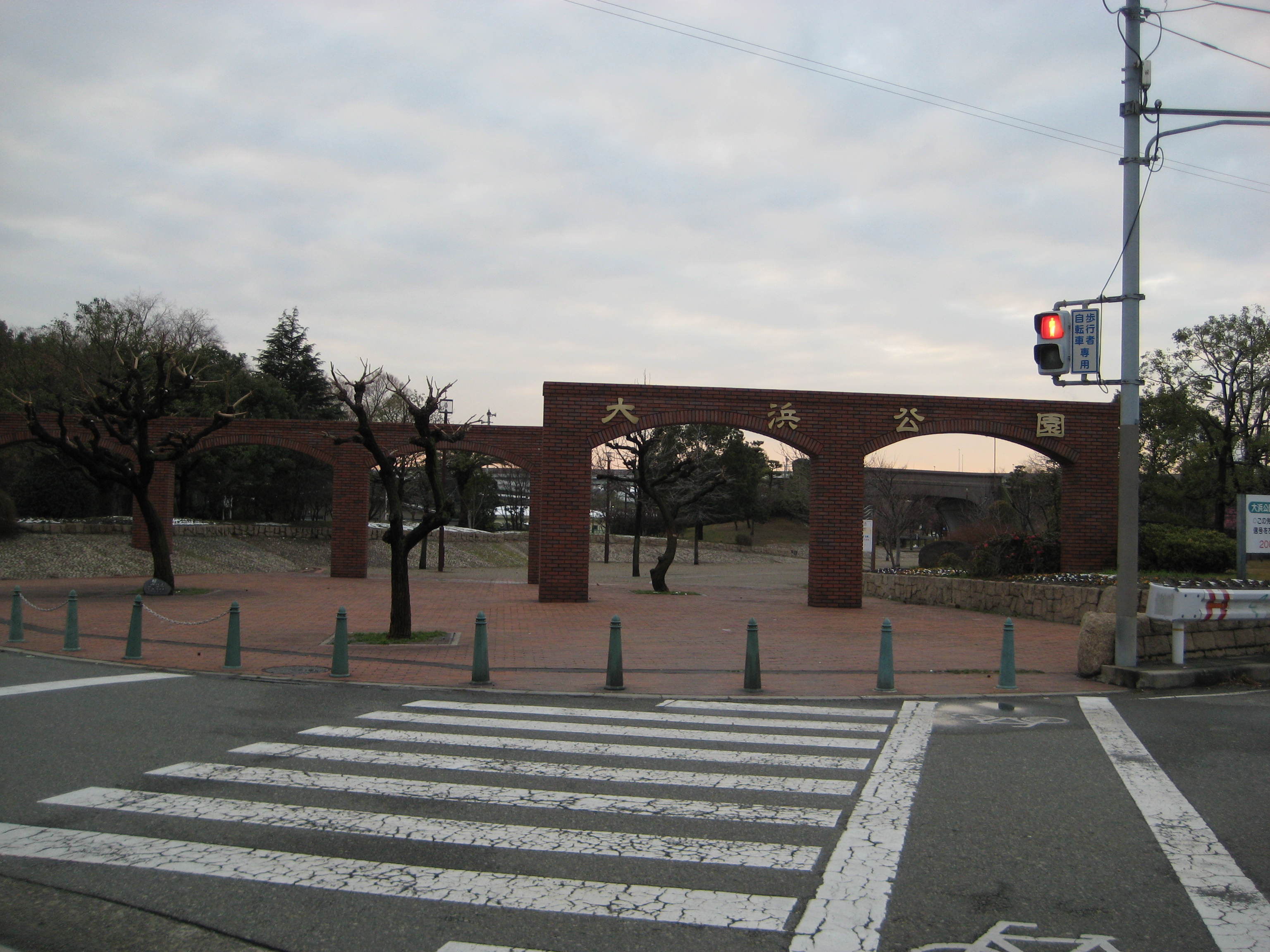
大浜公園
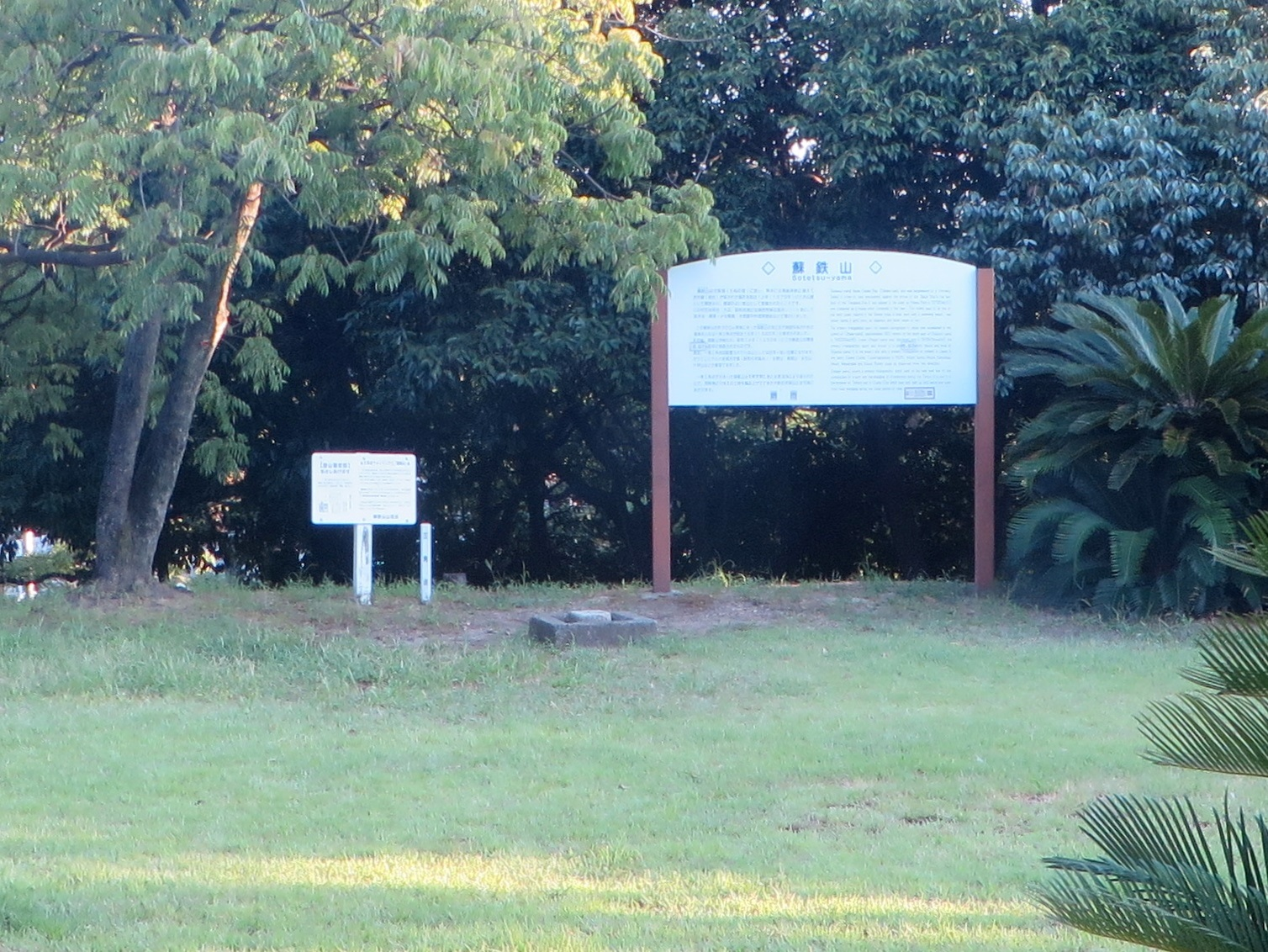
蘇鉄山
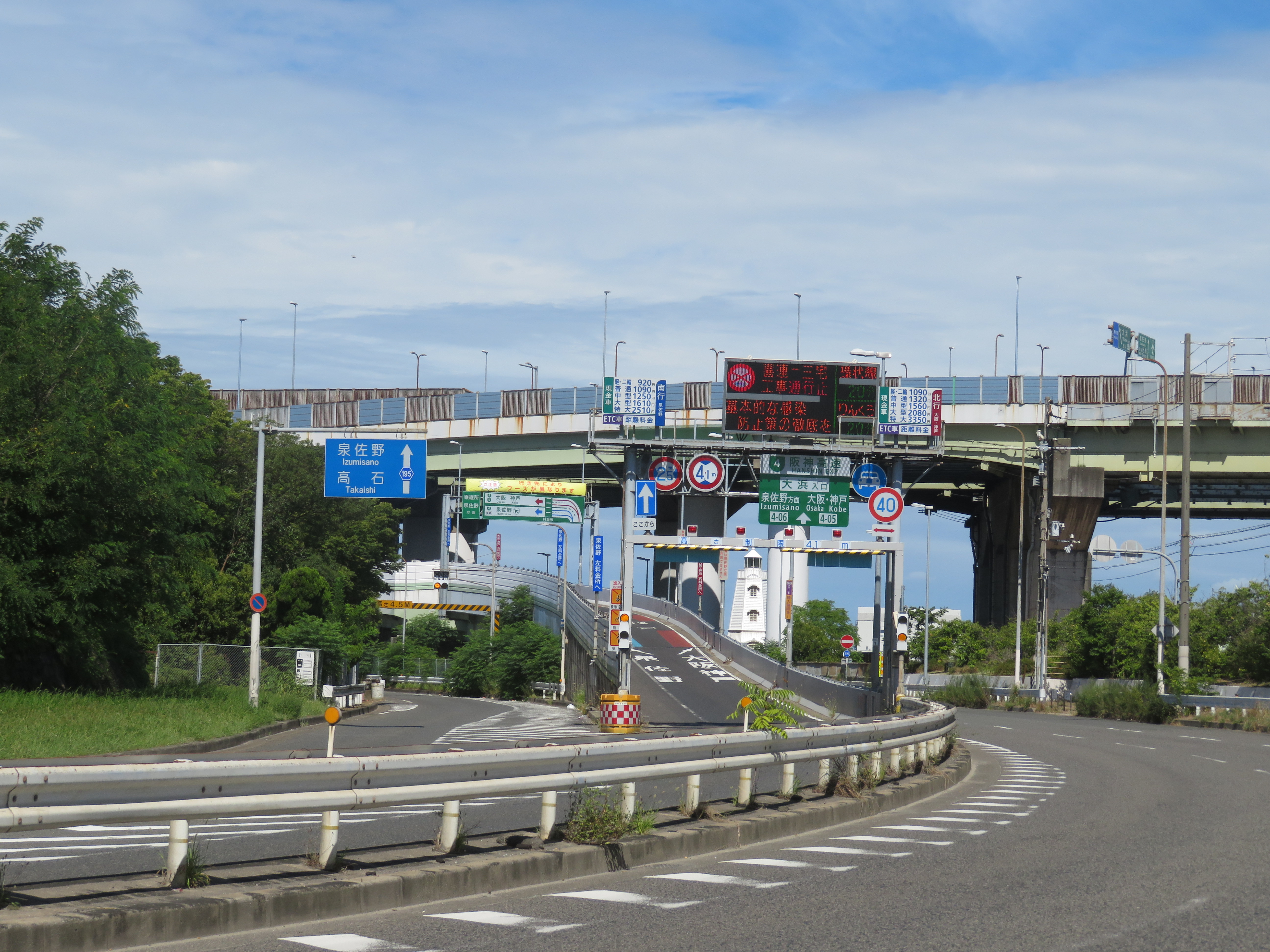
阪神高速道路4号湾岸線大浜出入口